# Die Profis – Die nächste Generation
Die Profis – Die nächste Generation (engl. CI5: The New Professionals) war eine britische Fernsehserie, die 1998 vom Sender Sky One produziert und 1999 erstmals ausgestrahlt wurde.
Die Serie baut auf der Serie „Die Profis“ auf, welche in den 1970er Jahren ausgestrahlt wurde. Im Mittelpunkt stehen auch hier Agenten des fiktiven Geheimdienstes CI5 (Criminal Intelligence Department 5).
Die Gruppe besteht jetzt hauptsächlich aus den Agenten Curtis, Keel, Backus und dem Leiter des Teams Malone. Der CI5 untersteht dem Innenministerium. Die Innenministerin wird von Charlotte Cornwell verkörpert. Wie auch in der Originalserie wird Wert auf Actionszenen gelegt. Die Serie war jedoch nicht sonderlich erfolgreich, daher wurde auf weitere Staffeln verzichtet.
In Deutschland wurde Serie im Herbst 1999 im Ersten ausgestrahlt und danach noch in Dritten Programmen wiederholt.

## Folgenübersicht
| Folge | Erstausstrahlung   | Originaltitel    | Deutscher Titel              |
| ----- | ------------------ | ---------------- | ---------------------------- |
| 1     | 19. September 1999 | Back to Business | Der Bombenleger              |
| 2     | 26. September 1999 | Phoenix          | Phoenix aus der Asche        |
| 3     | 3. Oktober 1999    | Tusk Force       | Die große Jagd               |
| 4     | 10. Oktober 1999   | Hostage          | Im Namen des Volkes          |
| 5     | 17. Oktober 1999   | First Strike     | Im Sumpf des Verbrechens     |
| 6     | 24. Oktober 1999   | Samurai Wind     | Abgerechnet wird zum Schluss |
| 7     | 7. November 1999   | Skorpion         | Deckname Skorpion            |
| 8     | 14. November 1999  | Choice Cuts      | Die Organ-Mafia              |
| 9     | 21. November 1999  | Miss Hit         | Der Kronzeuge                |
| 10    | 28. November 1999  | Orbit            | Todesstrahlen aus dem All    |
| 11    | 5. Dezember 1999   | High Speed       | Geraubtes Gold               |
| 12    | 12. Dezember 1999  | Souvenir         | Souvenir des Schreckens      |
| 13    | 19. Dezember 1999  | Glory Days       | Tage des Ruhms               |